# کتوا
کتوا (به انگلیسی: Kathua) یک منطقهٔ مسکونی در هند است که در بخش کتوا واقع شده‌است. کتوا ۵۱ کیلومتر مربع مساحت و ۱٬۹۱٬۹۸۸ نفر جمعیت دارد و ۳۹۳ متر بالاتر از سطح دریا واقع شده‌است.